# تود هاميلتون
تود هاميلتون (بالإنجليزية: Todd Hamilton)‏ هو لاعب غولف أمريكي، ولد في 18 أكتوبر 1965 في غاليسبورغ في الولايات المتحدة.

## وصلات خارجية
- تود هاميلتون على موقع رابطة لاعبي الغولف المحترفين (الإنجليزية)
- تود هاميلتون على موقع رابطة اليابان للاعبي الغولف المحترفين (الإنجليزية)
- تود هاميلتون على موقع التصنيف العالمي الرسمي للغولف (الإنجليزية)
- تود هاميلتون على موقع إن إن دي بي (الإنجليزية)